# Camille-Léopold Caballot-Lassalle
Camille-Léopold Cabaillot, cunoscut sub numele de Cabaillot-Lassalle, (n. 8 septembrie 1839, Paris, Franța – d. 9 ianuarie 1902) a fost un pictor francez. S-a specializat în scene de gen din interior, reprezentând tinere burgheze și copiii lor în activitățile lor domestice. A fost fiul pictorului Louis Simon Caballot, numit Louis Lassalle.

## Viața

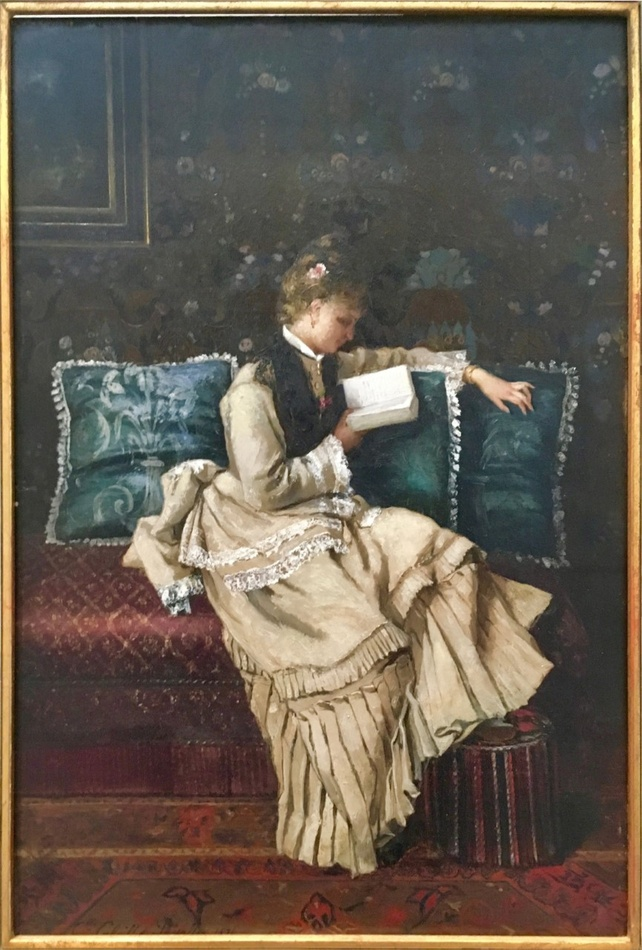
Lecture dans le boudoir („Lectură în budoar”, 1874, Muzeul de Arte Frumoase din Liège).

Camille-Léopold Caballlot s-a născut la 8 septembrie 1839, la Paris. Tatăl său, Louis Simon Caballlot (1808-1885) a fost un pictor parizian cunoscut pentru scenele sale de gen cu copii în stil naiv și care a semnat sub pseudonimul Louis Lassalle. Camille-Léopold Caballot a adoptat pseudonimul adăugându-l la numele său de naștere, amintind astfel de filiația lor și, în același timp, distingându-se de tatăl său.
După o primă ucenicie la tatăl său, Caballot-Lassalle a luat lecții de la Pierre-Édouard Frère (1819-1886) la colonia de pictori Écouen. S-a specializat în scene de gen din interior, înfățișând tinere burgheze și copiii lor în activitățile lor domestice.

## Lucrări
Aceste reprezentări ale interioarelor rafinate, atât intime, cât și banale, au fost extrem de populare în a doua jumătate a secolului al XIX-lea în Europa și Statele Unite. Portretele individuale și de familie au fost comandate de înalta societate, întrucât Belle Époque corespundea epocii de aur a burgheziei, o perioadă relativ pașnică și stabilă între marile națiuni europene și multiplele inovații în industrie și tehnologie care aduceau o îmbunătățire suplimentară a nivelului de trai al înaltei societăți.
Opera lui Caballot-Lassalle este strâns legată de cea a contemporanului său belgian Alfred Stevens⁠(d), marele pictor de succes al burgheziei pariziene și al modei elegante și elaborate a stilului celui de-Al Doilea Imperiu. Deși texturile țesăturilor au un caracter mai modest la Cabaillot-Lassalle, fiind descrise cu mai puțină subtilitate și mai puțin detaliu, există totuși aceeași atenție la redarea mâinilor, la opulența interiorului descris, la atmosfera de lux exprimată de tapiserii, mobilier și îmbrăcăminte.
Picturile lui Caballot-Lassalle sunt în general de dimensiuni mici și mijlocii, rareori măsurând mai mult de 50 cm. 